# Darantasia goldiei
Darantasia goldiei là một loài bướm đêm thuộc phân họ Arctiinae, họ Erebidae.